# Petrus Hendrik Roessingh
Petrus Hendrik Roessingh (Haren, 8 februari 1840 - 's-Gravenhage, 19 december 1916) was een Nederlands predikant en politicus.
Roessingh was een Drents Tweede Kamerlid. Hij was een predikant die ook in de Kamer sprak met galmende domineesstem. Hij behoorde tot de moderne richting in de Hervormde Kerk. Hij had als specialisme in de Kamer onder meer volksgezondheid. Hoewel hij Takkiaan was, stemde hij in 1896 vóór de ontwerp Kieswet-Van Houten.
Roessingh huwde in 1865 te Assen met Geertruid Agnes Westra, dochter van mr. Jan Hendrik Westra en jonkvrouw Susanna Leonora van Holthe
- Biografisch Portaal: 79354670
- Digitale Bibliotheek voor de Nederlandse Letteren: roes006
- International Standard Name Identifier: 0000 0003 9146 2114
- Nederlandse Thesaurus van Auteursnamen: 072174757
- Parlement.com: vg09ll5vw9z4
- Virtual International Authority File: 285286846
- WorldCat: E39PBJfmqHyPqbMrVRMxR8xYyd